# Casa Buxareo
El Palacio Buxareo, es un palacio de la ciudad de Montevideo y residencia oficial de la Embajada de Francia, principal y máxima representación diplomática en el país. Se encuentra está situado en el Centro en Avenida Uruguay esquina Andes. 

## Historia
El Palacio fue encargado para residencia de Félix Buxareo y su familia, quienes encargaron la construcción al ingeniero Luigi Andreoni. Tras la muerte de la pareja Buxareo, la construcción fue adquirida por la Arquidiócesis de Montevideo, quien en 1902 la convirtió en  residencia oficial del arzobispo de Montevideo, en ese entonces Monseñor Mariano Soler, mientras que en la planta baja se ubicaron las oficinas administrativas de la curia de la Iglesia. En 1921 fue adquirida por el Estado Francés, quien la convirtió en sede de la Embajada de Francia en Uruguay.

## Literatura
- Arquitectónica y Urbanística Guía de Montevideo. 3 Edición. Intendencia Municipal de Montevideo otros, incluyendo Montevideo 2008, ISBN 978-9974-600-26-3 , p.64